# Osvaldo Martínez (football)
Pour les articles homonymes, voir Osvaldo Martínez.
Osvaldo David Martínez Arce, né le 8 avril 1986 à Luque (Paraguay), est un joueur de football international paraguayen qui joue en tant que milieu offensif ou ailier droit.

## Biographie

### Palmarès
- Ligue des champions de la CONCACAF en 2011, 2015 et 2016